# Jean Cot (homme politique)
Pour les articles homonymes, voir Cot.
Jean Cot (Jean Justin Cot) est un homme politique français né le 1er juillet 1845 à Cazouls-lès-Béziers (Hérault) et décédé le 1er mars 1906 à Cazouls-les-Béziers.

## Biographie
Médecin et propriétaire viticulteur, il est député de l'Hérault de 1893 à 1898, inscrit au groupe républicain. Il démissionne en 1897.